# Carnival Phantasm
Carnival Phantasm (яп. カーニバル・ファンタズム, укр. Карнавальний фантазм) — серія комедійних OVA-епізодів студії Lerche, заснована на манзі Take-Moon (яп. テイク・ムーン) компанії Type-Moon автора Ері Такенаші, який створив Kannagi: Crazy Shrine Maidens. OVA створені Type-Moon до 10-ї річниці існування компанії. Сюжет розгортається навколо комедійних ситуацій, які трапляються з різними персонажами, проект є кросовером двох вигаданих всесвітів — Fate/stay night і Tsukihime.

## Сюжет
У центрі «Карнавального фантазма» — пародії двох всесвітів, Fate/stay night і Tsukihime, тому чітка сюжетна лінія відсутня. Кожен епізод являє собою окремі події, які допомагають краще розкрити комічний аспект особистостей головних персонажів, їх взаємодію, приховані сторони характерів та інше, у зв'язку з чим вони часто не схожі на оригінальні версії самих себе.

## Персонажі

### Fate/stay night
- Шіро Емія (яп. 衛宮 士郎)

Центральний чоловічий персонаж Fate/stay night. З'являється у більшості епізодів Carnival Phantasm, які відносяться до Fate/stay night. Загалом він не схожий на свою оригінальну версію, хлопець насолоджується спільним часом, який проводить з дівчатами, у своєму житті і часто намагається зробити їх усіх щасливими, включаючи намагання зробити одночасне побачення з Рін, Сейбер і Сакурою. Шіро наївний і вважає, що всі його подруги уживаються нормально, він не підозрює про деякі їх підступні спроби привернути увагу хлопця до себе.
- Сейбер (яп. セイバー)

Центральний жіночий персонаж Fate/stay night. Справжнє ім'я — Артурія Пендрагон. З'являється у більшості епізодів Carnival Phantasm, які відносяться до Fate/stay night. Сейбер показана сором'язливою і незграбною у своїх спробах жити в сучасному світі. Їй важко відкрито виражати свою любов до Шіро і, як правило, це закінчується почервонінням і заїканням, коли дівчина стикається з ситуацією, коли повинна відкрито висловлювати свою прихильність. Вона інколи перетворюється на Альтер Сейбер, іншу версію себе, сміливішу та лідерську. Деякі аспекти її характеру, такі як задоволення від хорошої їжі, надприродна чарівність і любов левів, сильно перебільшені.
- Рін Тосака (яп. 遠坂 凛)

Центральний жіночий персонаж Fate/stay night. З'являється у більшості епізодів Carnival Phantasm, які відносяться до Fate/stay night. Дівчині подобається Шіро та вона намагається змусити його звернути увагу на себе. Її цундере-поведінка, жадібність і відсутність навичок з сучасними технологіями перебільшені.
- Сакура Мато (яп. 間桐 桜)

Центральний жіночий персонаж Fate/stay night. З'являється в епізодах Carnival Phantasm, які відносяться до Fate/stay night. У порівнянні з Fate/stay night має значно знижену роль, отримуючи тільки один виділений епізод і незначні виступи у двох інших епізодах, один з яких присвячений її відносинам з братом Шінджі, інший — практично повністю складається з пригод на побаченні з Шіро. Сакура одержима своєю роллю «трагічної героїні». Її сумна історія життя та гра ролі доводиться до абсурду, наприклад, жорстоке поводження з нею, через що посилається на власну красу.
- Іліясвіль фон Айнцберн (яп. イリヤスフィール・フォン・アインツベルン)

Центральний жіночий персонаж Fate/stay night. З'являється у більшості епізодів Carnival Phantasm, які відносяться до Fate/stay night. Старша зведена сестра Шіро. Ілія зображується в серіалі, як розпещена дитина, що впадає в жіночу істерику, коли справи йдуть не так, як вона хоче. Закохана в Шіро (який тільки любить її як сестру) і дуже прихильна до нього. Бачить інших дівчат, як конкуренток, і постійно бореться з Рін за увагу Шіро. Є одним з дикторів Війни Святого Грааля в першому епізоді.
- Лансер (яп. ランサー)

Гарячковитий і гордий слуга Кірея Котоміне і Базетт Макремітц. Один з повторюваних жартів за участю Лансера, що з через невезіння він завжди буде убитий в кожному епізоді. Інші персонажі часто будуть вигукувати: «Лансер помер!», що є посиланням на Кенні з South Park. Він закоханий у свого потенційного майстра Базетт.
- Гільгамеш (яп. ギルガメッシュ)

Зарозумілий та пихатий слуга, який постійно демонструє своє багатство і порушує правила. Гільгамеш також робить появу, як молодша версія себе, слуга Карен Ортензії. На відміну від свого старшого себе молодший Гільгамеш добріший. Його пристрасть до Сейбер поширюється і на її альтер-версію, проте його почуття стають більш мазохістськими, він стає лагідним прислужником в її присутності.

### Tsukihime
- Шікі Тōно (яп. 遠野 志貴)

Центральний чоловій персонаж Tsukihime. Він зображується як плейбой, хто любить жіночу компанію, які відповідають йому взаємністю, але існує проблема збалансованості відносин з п'ятьма відразу.
- Арквейд Брунстуд (яп. アルクェイド・ブリュンスタッド)

Центральний жіночий персонаж Tsukihime. На відміну від більшості акторів вона байдужа до різних абсурдних речей, що відбуваються в шоу.
- Сіель (яп. シエル)

Одна з головних героїнь Tsukihime. Її любов до каррі перебільшена, вона конкурує з Арквейд і Акіхо за увагу Шікі.
- Акіха Тоно (яп. 遠野 秋葉)

Одна з головних героїнь Tsukihime. Її цундере особистість перебільшена.
- Хісуі (яп. 翡翠)

Одна з головних героїнь Tsukihime. Поряд з перебільшенням емоцій її особистості вона також є предметом частих посилань на жарти фанів, таких як «промивання мізків детектива Хісуї».
- Кохаку (яп. 琥珀)

Одна з головних героїнь Tsukihime. Зображується як божевільний учений / відьма, посилання на її роль в Tsukihime.

## Медіа

### Манґа
Манґа під назвою Take-Moon була видана Ichijinsha у двох томах, що вийшли 25 червня 2004 та 9 серпня 2006 відповідно. Перевидання першого тому вийшло 26 листопада 2011 у паперовому та цифровому виданні для Kindle.

### Аніме
З 23 серпня до 25 вересня 2011-го проводився «Кафе TYPE-MOON для Carnival Phantasm» на честь випуску OVA і TYPE-MOON's tenth anniversary. Кафе було прикрашено плакатами з Carnival Phantasm, різними фігурками персонажів і сценаріями Carnival Phantasm з автографами сейю. Продавалися різні товари з атрибутикою компанії, а так само був представлений Exchange Notebook з першою сторінкою, підписаної Такаші Такеучі і другою сторінкою, підписаною Кіноко Насу.
Продюсером серіалу стала студія Lerche, режисером — Сейджі Кіші, продюсер — Юджі Хіґа, сценарист — Макото Веджу, композитор — Ясухару Таканасі. Аніме випущено в кілька етапів, кожен сезон містить 4 епізоди. Перший сезон випущений 12 серпня 2011, другий — 28 жовтня 2011 і третій — 31 грудня 2011. Додатковий епізод під назвою Carnival Phantasm EX Season випущений разом з версією манґи Take-Moon 26 листопада 2011.
Опенінг «Super Affection» (яп. スーパー☆アヒぇション) виконує Мінамі Курібаяші, Міюкі Хашімото, Faylan, Акі Місато, Yozuca і Rino, а ендінг «Fellows» — Масаакі Ендо.